# Circunscripciones eclesiásticas de la Iglesia católica en Chile

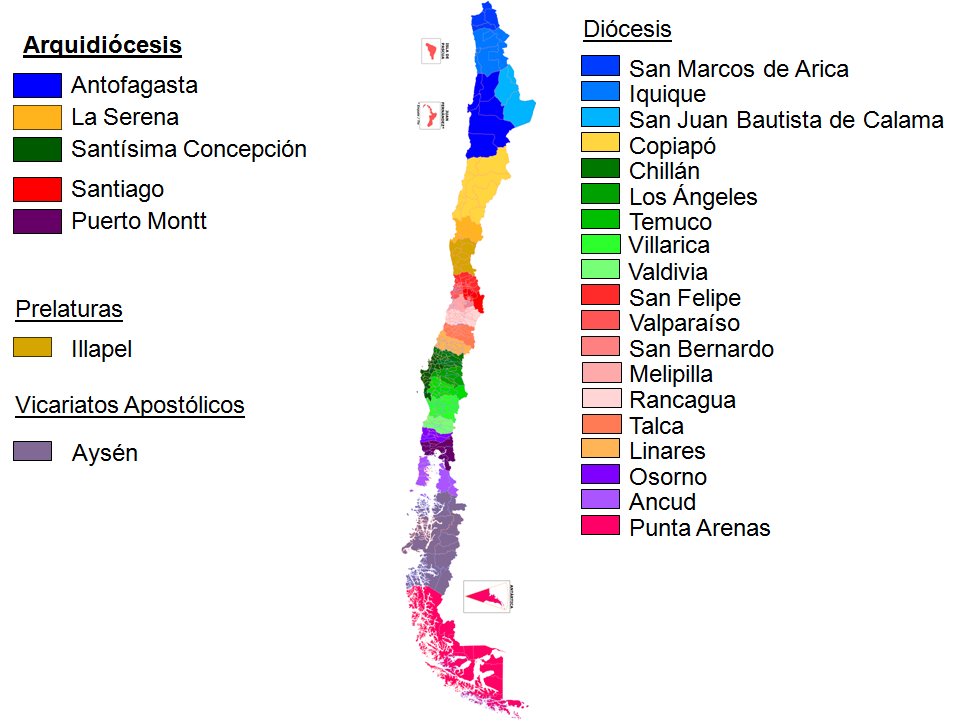
Mapa de las diócesis de Chile

La Iglesia católica en Chile se organiza en una serie de jurisdicciones eclesiásticas que pueden ser tanto una arquidiócesis, una diócesis, un vicariato apostólico o una prefectura apostólica. Estas jurisdicciones coinciden generalmente con la división territorial civil del país chileno. Como entidad máxima de estas jurisdicciones, el papa nombra a un obispo. Los obispos se encuentran reunidos en la Conferencia Episcopal de Chile.

## Organización
El sistema diocesano de la Iglesia Católica en Chile se organiza en una serie de 28 jurisdicciones eclesiásticas, las que a su vez comprenden cinco Arquidiócesis, diecinueve Diócesis, una Prelatura territorial, un Vicariato apostólico, un Obispado castrense y una Prelatura Personal (Prelatura Personal de la Santa Cruz y Opus Dei). 
Estas jurisdicciones generalmente coinciden con la división civil territorial del país. El Obispado castrense y la Prelatura Personal de la Santa Cruz y Opus Dei ejercen su jurisdicción en todo el territorio nacional.
Cada una de estas jurisdicciones eclesiásticas está a cargo de un obispo o arzobispo. Estas jurisdicciones, a su vez, se reúnen en cinco provincias eclesiásticas, cada cual a cargo de su respectivo arzobispo. Todos los obispos desarrollan labores pastorales de manera colegiada en la Conferencia Episcopal de Chile, órgano que los reúne a todos y cada uno de ellos.

### Provincia eclesiástica de Antofagasta[1]
- Arquidiócesis de Antofagasta - Arzobispo Monseñor Ignacio Ducasse Medina [2]
- Diócesis de San Marcos de Arica - Obispo Monseñor Moisés Atisha Contreras [3]
- Diócesis de Iquique - Obispo Monseñor Isauro Covili Linfati [4]
- Diócesis de Calama - Obispo Monseñor Tomás Carrasco Cortés [5]

### Provincia eclesiástica de La Serena[1]
- Arquidiócesis de La Serena - Arzobispo Monseñor René Rebolledo Salinas [6]
  - Obispo Auxiliar: Mons. Enrique Balzán Caruana [6]
- Diócesis de Copiapó - Obispo Monseñor Ricardo Morales Galindo [7]
- Prelatura de Illapel - Obispo Prelado Monseñor Julio Larrondo Yáñez [8]

### Provincia eclesiástica de Santiago[1]
- Arquidiócesis de Santiago - Arzobispo de Santiago de Chile Monseñor Fernando Chomalí Garib [9]
  - Obispos Auxiliares: Mons. Alberto Lorenzelli Rossi, Mons. Cristián Roncangliolo Pacheco, Mons. Andrés Arteaga Manieu, Mons. Luis Alberto Migone Repetto y Mons. Álvaro Chordi Miranda [9]
- Diócesis de San Felipe - Obispo Monseñor Gonzalo Bravo Álvarez [10]
- Diócesis de Valparaíso - Obispo Monseñor Jorge Vega Velasco [11]
  - Obispo Auxiliar: d. Mario Salas Becerra (electo) [11]
- Diócesis de Melipilla - Obispo Monseñor Cristián Contreras Villarroel [12]
- Diócesis de San Bernardo - Obispo Monseñor Juan Ignacio González Errázuriz [13]
- Diócesis de Rancagua - Obispo Monseñor Guillermo Vera Soto [14]
- Diócesis de Talca - Obispo Monseñor Galo Fernández Villaseca [15]
- Diócesis de Linares - Obispo Monseñor Tomislav Koljatic Maroevic [16]

### Provincia eclesiástica de Concepción[1]
- Arquidiócesis de Concepción - Arzobispo Monseñor Sergio Pérez de Arce Arriagada [17]
  - Obispos Auxiliares: Mons. Bernardo Álvarez Tapia y Mons. Óscar García Barretto [17]
- Diócesis de Chillán - Administrador diocesano Pbro. Patricio Fuentes Benavides [18]
- Diócesis de Los Ángeles - Obispo Monseñor Cristián Castro Toovey [19]
- Diócesis de Temuco - Obispo Monseñor Jorge Concha Cayuqueo [20]
- Diócesis de Villarrica - Obispo Monseñor Francisco Javier Stegmeier Schmidlin [21]
- Diócesis de Valdivia - Obispo Monseñor Santiago Silva Retamales [22]

### Provincia eclesiástica de Puerto Montt[1]
- Arquidiócesis de Puerto Montt - Arzobispo Monseñor Fernando Ramos Pérez [23]
- Diócesis de Osorno - Obispo Monseñor Carlos Godoy Labraña [24]
- Diócesis de Ancud - Obispo Monseñor Juan María Agurto Muñoz [25]
- Vicariato Apostólico de Aysén - Obispo Vicario Monseñor Luis Infanti della Mora [26]
- Diócesis de Punta Arenas - Obispo Monseñor Óscar Blanco Martínez [27]

### Obispado Castrense
- Obispo Monseñor Pedro Ossandón Buljevic [28]
- Con sede en Santiago y jurisdicción sobre todo el personal católico de las FF.AA. y de Orden de Chile y de sus familias.

### Prelatura Personal de la Santa Cruz y Opus Dei[29]
- Prelado - Monseñor Fernando Ocáriz Braña [30]
- Vicario Regional en Chile - d. Álvaro Palacios Diez, pbro.

## Historia
Los diversos papas han creado en la actual República de Chile varias jurisdicciones eclesiásticas, muchas de las cuales continúan vigentes. Las Diócesis de Chile, según su orden cronológico de creación son las siguientes:
- Diócesis de Santiago. Creada el 27 de junio de 1561 por el papa Pío IV. El papa Gregorio XVI elevó la Diócesis a Arzobispado el 23 de junio de 1840. Ver Arquidiócesis de Santiago de Chile y Arzobispo de Santiago
- Diócesis de Concepción. Creada por el papa Pío IV con el nombre de Imperial, el 22 de marzo de 1563. El 1763 se trasladó a la ciudad de Concepción. El papa Pío XII elevó la Diócesis a Arzobispado el 20 de mayo de 1939. Ver Arquidiócesis de Concepción.
- Diócesis de La Serena. El papa Gregorio XVI creó la Diócesis de La Serena el 1 de julio de 1840. Elevada a Arzobispado por el papa Pío XII el 20 de mayo de 1939.
- Diócesis de Puerto Montt. Creada por el papa Pío XII el 1 de abril de 1939. Elevada a Arzobispado por el papa Juan XXIII el 10 de mayo de 1963.
- Diócesis de Antofagasta. Durante el pontificado del papa León XIII fue erigido el Vicariato Apostólico de Antofagasta, en 1887.[31] El papa Pío XI creó la diócesis de Antofagasta el 5 de febrero de 1928. Elevada a Arzobispado por el papa Pablo VI el 28 de junio de 1967.[32]
- Diócesis de San Carlos de Ancud. Creada por el Papa Gregorio XVI el 1 de junio de 1840.
- Diócesis de Valparaíso. Don Rafael Valentín Valdivieso, Arzobispo de Santiago, creó la Gobernación eclesiástica de Valparaíso el 2 de noviembre de 1872, dependiente del Arzobispado de Santiago. El papa Pío XI creó la diócesis de Valparaíso el 18 de octubre de 1925.
- Diócesis de Temuco. Don Luis Enrique Izquierdo, Obispo de Concepción, creó la Gobernación eclesiástica de Temuco en 1908. El papa Pío XI creó la diócesis de Temuco el 18 de octubre de 1925.
- Diócesis de Talca. Don Juan Ignacio González Eyzaguirre, Arzobispo de Santiago, creó la Gobernación eclesiástica de Talca en 1913. El papa Pío XI creó la diócesis el 18 de octubre de 1925.
- Diócesis de Chillán. Don Luis Enrique Izquierdo, Obispo de Concepción, creó la Gobernación eclesiástica de Chillán en 1916. El papa Pío XI creó la diócesis de Chillán el 18 de octubre de 1925.
- Diócesis de Rancagua. El papa Pío XI creó la diócesis de Rancagua el 18 de octubre de 1925, mediante la Bula "Apostolici Muneris Ratio".[33]
- Diócesis de Linares. La Diócesis de San Ambrosio de Linares fue establecida por S.S. Pío XI el 18 de octubre de 1925, mediante la Bula "Notabiliter Aucto", tan pronto como la separación entre la Iglesia y el Estado se concretó en el país.[34]
- Diócesis de San Felipe. El papa Pío XI creó la diócesis de San Felipe el 18 de octubre de 1925.
- Diócesis de Iquique. En 1880, durante el pontificado de León XIII se erigió el Vicariato Apostólico de Tarapacá, aun cuando no ha sido posible precisar la fecha exacta. El papa Pío XI creó la diócesis de Iquique el 29 de diciembre de 1929.
- Diócesis de Valdivia. Don Ramón Ángel Jara, Administrador Apostólico de la diócesis de Ancud, creó la Gobernación eclesiástica de Valdivia el 14 de junio de 1910, dependiente del Obispado de Ancud. El papa Pío XI creó la Administración Apostólica de Valdivia el 25 de septiembre de 1924. El papa Pío XII creó la diócesis de Valdivia el 8 de julio de 1944.
- Diócesis de Punta Arenas. Durante el pontificado del papa León XIII fue creada la Prefectura Apostólica de Magallanes, el 16 de noviembre de 1883, que comprendía la Patagonia Meridional y las Islas Malvinas. Don Ramón Ángel Jara, Obispo de Ancud, creó la Gobernación eclesiástica de Magallanes el 5 de abril de 1901, dependiente del Obispado de Ancud. El papa Benedicto XV creó el Vicariato Apostólico de Magallanes e Islas Malvinas el 4 de octubre de 1916. El papa Pío XII creó la diócesis de Punta Arenas el 27 de enero de 1947.
- Diócesis de Osorno. El papa Pío XII creó la diócesis de Osorno el 15 de noviembre de 1955.
- Diócesis de Copiapó. Durante el pontificado de Pío XII fue creada la Administración Apostólica de Copiapó el 9 de noviembre de 1946. El mismo papa creó la prelatura nullius de Copiapó el 31 de octubre de 1957, y por último, el mismo Pontífice creó la diócesis de Copiapó el 31 de octubre de 1958.
- Diócesis de Los Ángeles. Creada por el papa Juan XXIII el 20 de junio de 1959.
- Obispado Castrense. El papa San Pío X erigió el Vicariato Castrense el 3 de mayo de 1910. El papa Juan Pablo II erigió en Obispado este Vicariato el 21 de abril de 1986.
- Diócesis de Arica. El papa Juan XXIII creó la Prelatura de Arica el 17 de enero de 1959. Elevada a diócesis por el papa Juan Pablo II el 29 de agosto de 1986.
- Diócesis de San Bernardo. Creada por el papa Juan Pablo II el 13 de julio de 1987.
- Diócesis de Melipilla. Creada por el papa Juan Pablo II el 4 de abril de 1991.
- Diócesis de Villarrica. La Prefectura Apostólica de la Araucanía se inició en 1848, como una jurisdicción de los Padres Capuchinos, sin separar su territorio de las diócesis de Ancud ni de la de Concepción. El papa Pío XI creó el Vicariato de la Araucanía el 28 de marzo de 1928, con sede en Villarrica, y el 5 de enero de 2002 el papa Juan Pablo II eleva el Vicariato a Diócesis.
- Prelatura de Illapel. Creada por el papa Juan XXIII el 30 de abril de 1960.
- Prelatura de Calama. Creada por el papa Pablo VI el 21 de julio de 1965. En 2010, fue elevada a Obispado.[35]
- Vicariato Apostólico de Aysén. Durante el pontificado del papa Pío XII fue creada la Prefectura Apostólica de Aysén el 17 de febrero de 1940. El mismo Papa creó el Vicariato Apostólico el 8 de mayo de 1955.
- Vicariato de Paposo. Este Vicariato fue erigido por el papa Pío VII por Bula de 24 de noviembre de 1803 en favor de Don Rafael Andreu Guerrero, pero nunca se ejecutó.